# Cheah Soon Kit
Cheah Soon Kit (Ipoh, 9 de janeiro de 1968) é um ex-jogador de badminton malaio, medalhista olímpico, especialista em duplas.

## Carreira
Cheah Soon Kit representou seu país nos Jogos Olímpicos de Verão de 1992 a 2000, conquistando a medalha de prata, nas duplas em 1996, com a parceria de Yap Kim Hock.